# ویپرفورث
شهر ویپرفورث (به آلمانی: Wipperfürth) در ایالت نوردراین-وستفالن در کشور آلمان واقع شده‌است.